# Phillis Wheatley
Phillis Wheatley (ur. ok. 1753, zm. 5 grudnia 1784 w Bostonie) – amerykańska poetka, z pochodzenia Afrykanka. Była pierwszą afroamerykańską autorką, która zdobyła uznanie w Stanach Zjednoczonych. 

## Życiorys
W wieku siedmiu lat została porwana z terenu Senegalu lub Gambii i sprzedana w niewolę do Ameryki. Ponieważ była ciężko chora, handlarz chciał się jej prędko pozbyć. Dziewczynkę wzięła Susanna Wheatley. Wychowywała się w domu jej i jej męża Johna Wheatleya i otrzymała jego nazwisko. Jakkolwiek państwo Wheatleyowi wykorzystywali ją do prac domowych, zadbali o jej edukację, zwłaszcza w zakresie umiejętności czytania i pisania, co zadecydowało o jej karierze literackiej. Phyllis jeszcze jako dziecko nauczyła się nie tylko angielskiego, ale po części również greki i łaciny. Zaznajomiła się z Biblią i dziełami klasyków.
Pierwszy wiersz, To the University of Cambridge napisała w wieku czternastu lat. Jej pierwszym opublikowanym utworem był wiersz On the Death of the Rev. Mr. George Whitefield (1770). 18 sierpnia Phyllis została ochrzczona w kościele Old South Meeting House, co było wydarzeniem wyjątkowym, bo niewolnikom odmawiano posługi duchownej w kościołach. W 1772 bostońskie wydawnictwa odmówiły publikacji tomiku poetki ze względów rasowych. John Wheatley wysłał manuskrypt do Wielkiej Brytanii, do wydawcy Archibald Bella, który zaprezentował go Selinie Hastings, hrabinie Huntingdon. Wobec słabego zdrowia Phyllis, lekarz rodzinny zalecił jej wyjazd do Anglii wraz z Nathanielem, synem Wheatleyów. Kiedy w 1773 roku w Anglii ukazał się zbiór wierszy poetki zatytułowany Poems on Various Subjects, Religious and Moral (1773), stała się ona atrakcją towarzyską. W 1774, po śmierci żony, John Wheatley oficjalnie wyzwolił Phyllis. W 1778 Phyllis wyszła za mąż za Johna Petersa. Urodziła troje dzieci. Dwoje z nich zmarło jeszcze za jej życia. Trzecie przeżyło ją bardzo krótko. 